# Park Narodowy Marahoué

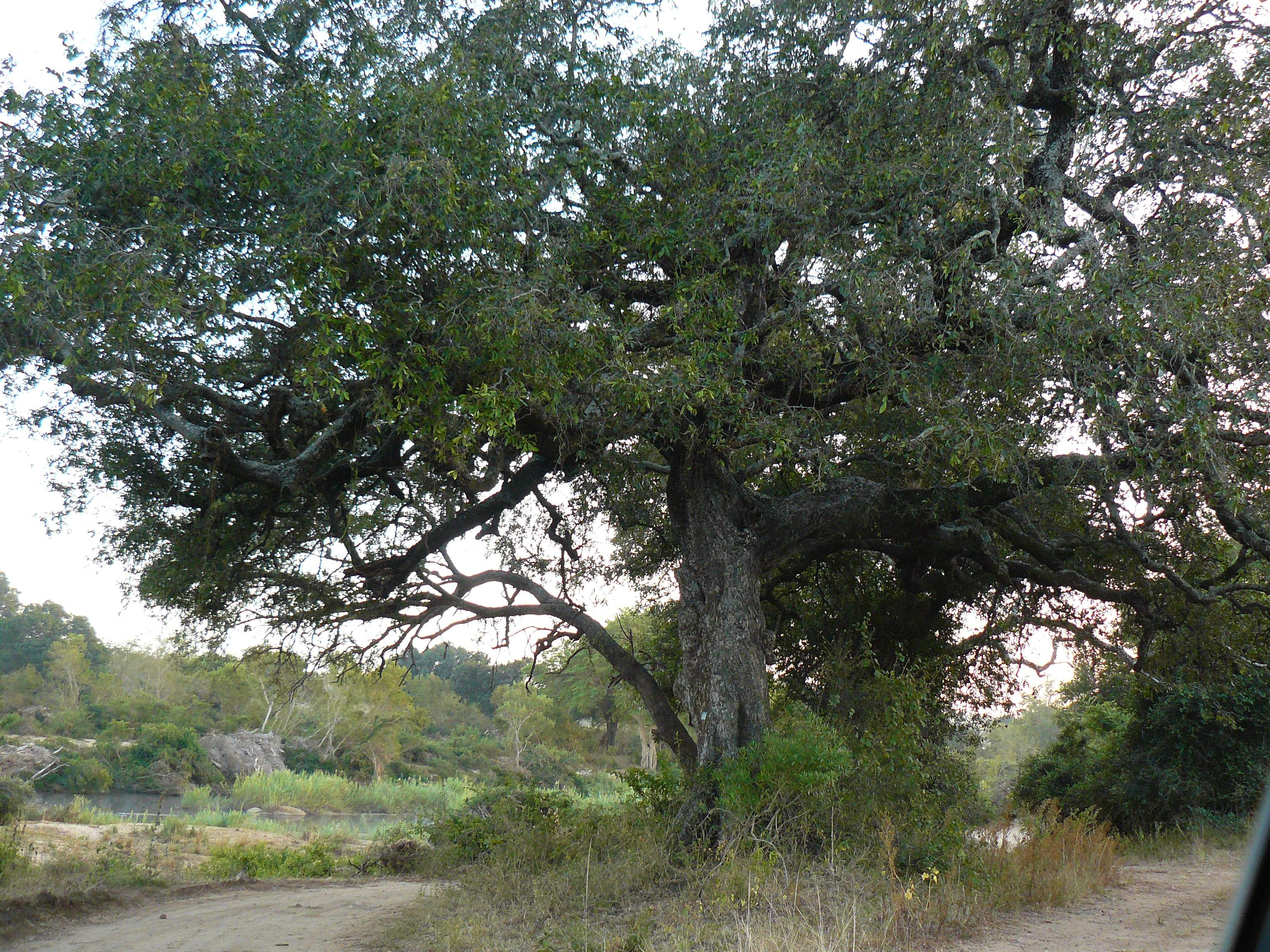
Diospyros mespiliformis to jedno z drzew pospolicie rosnących w parku

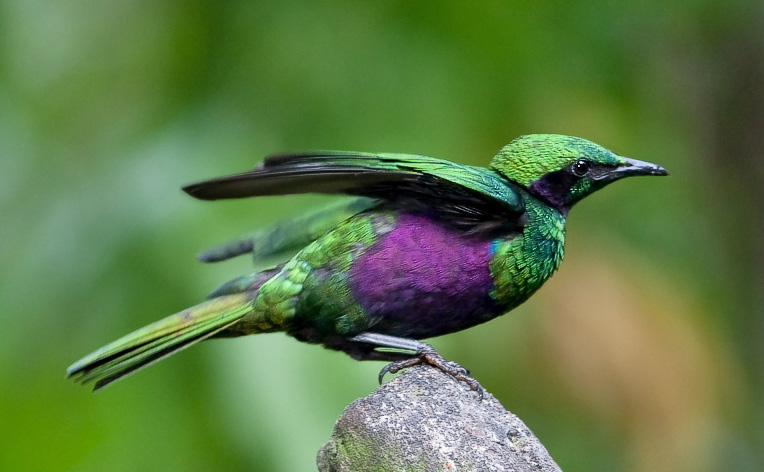
Błyszczak tęczowy (Lamprotornis iris) prócz Wybrzeża Kości Słoniowej występuje w Gujanie i Sierra Leone

Park Narodowy Marahoué (fr. Parc national de la Marahoué) – jeden z ośmiu parków narodowych Wybrzeża Kości Słoniowej, utworzony w 1968. Od 2001 uznawany przez BirdLife International za ostoję ptaków IBA; obszar IBA i parku całkowicie się pokrywają.

## Geografia
Park narodowy leży w południowo-środkowej części kraju, na wschód od miasta Bouaflé. Liczy 1001 km² powierzchni. Nazwa pochodzi od rzeki Marahoué, która tworzy wschodnią granicę parku; przepływa również przez jego północną część. Część południowo-wschodniej granicy PN Marahoué tworzy droga Jamusukro–Daloa. W 2001 lasy zajmowały 73% powierzchni parku. W latach 2002–2008 powierzchnia lasów w parku zmalała o 93%. Średnia roczna suma opadów to około 1100 mm. Rzeka Marahoué oraz liczne małe zbiorniki wodne tworzą miejscami obszar mokradeł.

## Flora
Park leży w strefie ekotonu między lasami a otwartą sawanną. Z zadrzewień występują lasy galeriowe i lasy mieszane. Pospolite są na przykład Triplochiton scleroxylon, wiązowce (Celtis), Khaya grandifoliola, Erythrophleum ivorense i Terminalia superba. We wschodniej części, gdzie przeważa sawanna, występują Diospyros mespiliformis, Afzelia africana, Lophira lanceolata i Daniellia oliveri.

## Fauna
Jednymi ze zwierząt chronionych w parku są szympansy. W 2008 w Wybrzeżu Kości Słoniowej żyło ich zaledwie 800–1200; w latach 1989–1990 liczebność Pan troglodytes (tu podg. verus) w tym państwie wynosiła 8000–12 000 osobników. Z innych małp w parku występuje gerezanka ruda (Piliocolobus badius; EN). Oprócz tego obszar zamieszkują: słoń afrykański (Loxodonta africana; VU; 100–150 osobników w 2001), bawół afrykański (Syncerus caffer, tu podg. brachyceros), bongo leśne (Tragelaphus eurycerus; NT), dujkerczyk karłowaty (Cephalophus maxwellii; LC), dujker rudoboki (C. rufilatus; LC), dujker żółtopręgi (C. silvicultor; LC), dujker czarnopręgi (C. dorsalis), kob żółty (Kobus kob; LC), kob śniady (Kobus ellipsiprymnus; LC; tu podg. defassa) oraz bawolec krowi (Alcelaphus buselaphus; LC; tu podgt. major).

### Awifauna
Obszar uznany za ostoję ptaków IBA. Do trigger species nie należy żaden gatunek zagrożony. Większość trigger species spełnia kryterium A3 – gatunki ograniczone do danego biomu, część, np. nikornik ciemny (Apalis sharpii; LC). Najmniej gatunków ma przydzielone kryterium A1 – globalnie zagrożone. Brak gatunków o statusie zagrożonych (w tym krytycznie). Do narażonych należą: pantarka białoszyja (Agelastes meleagrides), dzioborożec żółtodzioby (Bycanistes cylindricus), dzioborożec niebieskolicy (Ceratogymna elata), liszkojad czarnobrzuchy (Lobotos lobatus) i mucharka liberyjska (Melaenornis annamarulae). Trzy gatunki ptaków mają status bliskich zagrożenia, m.in. wyżynniak rdzawoskrzydły (Illadopsis rufescens). Dwa posiadają status Data Deficient (brak danych); są to: błyszczak tęczowy (Lamprotornis iris) i miodziarz żółtostopy (Melignomon eisentrauti). Zdecydowana większość wymienionych na liście trigger species ptaków ma jednak status LC (najmniejszej troski).